# Сан-Джованни-ди-Джераче
Сан-Джованни-Ди-Джераче (итал. San Giovanni di Gerace) — коммуна в Италии, располагается в регионе Калабрия, подчиняется административному центру Реджо-Калабрия.
Население составляет 609 человек, плотность населения составляет 47 чел./км². Занимает площадь 13 км². Почтовый индекс — 89040. Телефонный код — 0964.
Покровителями коммуны почитаются Пресвятая Богородица (Maria Santissima delle Grazie) и святой Иоанн Предтеча, празднование 24 июня.